# ماريون بيكر
ماريون بيكر (بالألمانية: Marion Becker)‏ (و. 1950  م) هي منافسة ألعاب القوى، ورامية الرمح من ألمانيا، وألمانيا الشرقية، ولدت في هامبورغ، شاركت في الألعاب الأولمبية الصيفية 1976.

## روابط خارجية
- ماريون بيكر على موقع الاتحاد الدولي لألعاب القوى (الإنجليزية)
- ماريون بيكر على موقع اللجنة الأولمبية الدولية (الإنجليزية)
- ماريون بيكر على موقع أوليمبيديا (الإنجليزية)